# Peter van Dongen

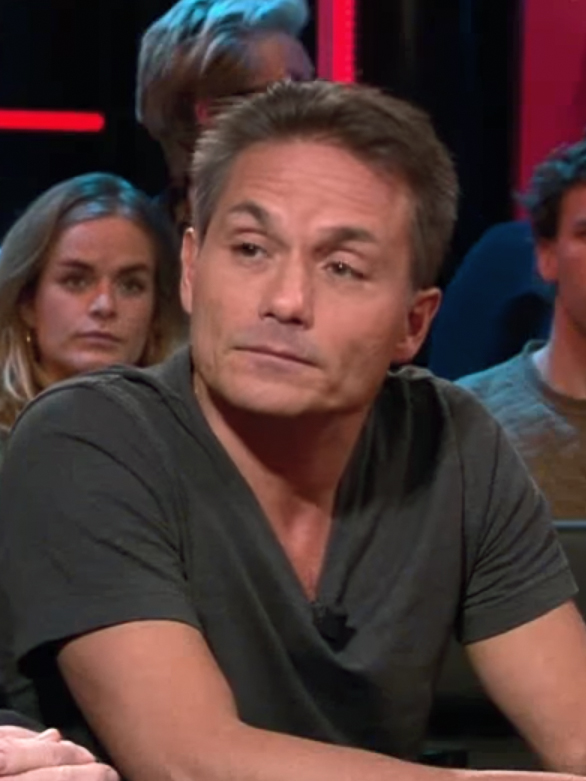
Peter van Dongen

Peter van Dongen (geboren 21. Oktober 1966 in Amsterdam) ist ein niederländischer Comic-Autor und Illustrator.

## Leben
Peter van Dongen ist der Sohn eines Niederländers deutsch-holländischer Abstammung und einer Indonesierin. Die Mutter Peggy Anita Kneefel, deren Familie von der Insel Ternate stammte, wurde 1941 auf Sulawesi geborenen und floh 1952 mit ihrer Familie in die Niederlande. Der Großvater Henri Johan Kneefel, ein Offizier der KNIL und europäisch-indonesischer Mestize, war, wegen seiner loyalen Haltung zur niederländischen Krone, von den japanischen Besatzern ermordet worden.
Van Dongen besuchte die „Grafische School“ in Amsterdam. Schon als 16-Jähriger konnte er Beiträge in der Zeitschrift De Vrije Balloen veröffentlichen.
Er arbeitet seither als freier Illustrator und schreibt Comics.
1990 veröffentlichte er mit Muizentheater seine erste Comicgeschichte. 1992 besuchte er als Tourist Indonesien, auch um für sein nächstes Buch zu recherchieren. In der Graphic Novel Rampokan setzt er sich mit dem indonesischen Unabhängigkeitskrieg gegen die niederländische Kolonialmacht auseinander, für die Erstellung des ersten, im September 1998 erschienenen Bandes brauchte er acht Jahre, der Comic wurde vorab in der Tageszeitung Het Parool gedruckt. 2004 erschien der zweite Teil von Rampokan, 2005 stellte van Dongen sein Buch auch in Indonesien auf der Insel Java vor.

## Werke (Auswahl)
- Muizentheater. Doornik : Casterman, 1990
- Rampokan deel 1 Java. Amsterdam : Oog & Blik, 1998
  - Rampokan. Teil: 1, Java. Übersetzung Jan Kruse. Berlin : Avant, 2008
- Rampokan deel 2 Celebes. Amsterdam : Oog & Blik, 2004
  - Rampokan. Teil: 2, Celebes. Übersetzung Jan Kruse. Berlin : Avant, 2008
- Rampokan schetsboek.  Amsterdam : Oog & Blik, 2005
- Drie dagen in Rio.  Amsterdam : Oog & Blik, 2013
- Weg uit Indië. Text Hans Vervoort. Amsterdam : Conserve, 2014